# Montpollin
Montpollin est une ancienne commune française, située dans le département de Maine-et-Loire en région Pays de la Loire.
Le 1er janvier 2013, les communes de Baugé, Montpollin, Pontigné, Saint-Martin-d'Arcé et Le Vieil-Baugé se sont regroupées pour former la commune nouvelle dénommée Baugé-en-Anjou, dont Montpollin constitue une commune déléguée.
Cette commune rurale se situe dans le Baugeois, au nord de la ville de Baugé.

## Géographie

### Localisation
Ce village angevin de l'Ouest de la France se trouve dans le pays Baugeois, au nord de Baugé, sur la route D211 qui va d'Échemiré à Clefs.
Le Baugeois est la partie nord-est du département de Maine-et-Loire. Il est délimité au sud par la vallée de l'Authion et celle de la Loire, et à l'ouest par la vallée de la Sarthe.

### Territoire
Sa superficie est de plus de 4 km2 (449 hectares), et son altitude varie de 56 à 103 mètres, pour une altitude moyenne de 80 mètres.
Montpollin se situe sur l'unité paysagère du Plateau du Baugeois. Le relief du Baugeois est principalement constitué d'un plateau, aux terrains sablonneux, siliceux ou calcaires, caractérisés par de larges affleurements sédimentaires, crétacés, sables et calcaires aux teintes claires.
Une partie de son territoire comporte une zone naturelle d'intérêt écologique, floristique et faunistique (ZNIEFF), pour la zone du ruisseau Le Verdun.

### Climat
Le climat angevin est tempéré, de type océanique. Il est particulièrement doux, compte tenu de sa situation entre les influences océaniques et continentales. Généralement les hivers sont pluvieux, les gelés rares et les étés ensoleillés. Le climat du Baugeois est plus continental : plus sec et chaud l'été.

### Aux alentours
Les communes les plus proches sont Saint-Martin-d'Arcé (3 km), Saint-Quentin-lès-Beaurepaire (5 km), Vaulandry (5 km), Baugé (5 km), Clefs (5 km), Fougeré (6 km), Cheviré-le-Rouge (6 km), Échemiré (6 km), Pontigné (6 km) et Le Vieil-Baugé (6 km).

## Urbanisme
Morphologie urbaine : le village s'inscrit dans un territoire essentiellement rural.

## Toponymie
Formes anciennes du nom : Terra de Montepolino in pago Andegavensi en 1047, Terra de Mompolim en 1095, Villa que dicitur Monpolins en 1146, Villa que dicitur Monpolimps en 1153, Villa que dicitur Montpolin ou Consuetudines de Montpoli en 1167, Cura de Montepolim en 1467, Monpollin en 1685, Pollin en 1720, Monpaulin en 1783, La commune de Polin en 1792, Mont Pollin en 1793, Mont-Pollin en 1801 avant de devenir Montpollin,.
Nom des habitants : Les Montépollinois,.

## Histoire

### Moyen Âge
La villa est donnée à Notre-Dame de Saintes en 1047 par Geoffroy II d'Anjou, dit Geoffroy Martel, et la comtesse Agnès. L'abbesse de Notre-Dame de Saintes était dame de la seigneurie.
Au XVe siècle le roi René, qui aime venir chasser dans les forêts de la région, fait reconstruire le château de Baugé.

### Ancien Régime
Sous l'Ancien Régime, la localité dépend de la sénéchaussée angevine de Baugé et du grenier à sel de Baugé.

### Époque contemporaine
À la réorganisation administrative qui suit la Révolution, en 1790 Montpollin est rattachée au canton de Baugé et au district de Baugé, puis en 1800 à l'arrondissement de Baugé, et à sa disparition en 1926, à l'arrondissement de Saumur.

### Commune nouvelle de Baugé-en-Anjou
En juin 2011, cinq communes du Baugeois lancent un projet de fusion : Baugé, Montpollin, Pontigné, Saint-Martin-d'Arcé et Le Vieil-Baugé.
Après la consultation de la population par l'intermédiaire de réunions publiques en novembre et décembre 2011 et la validation de la charte Commune nouvelle du Baugeois, l'ensemble des conseils municipaux vote l'adoption du projet le 8 mars 2012.
Le changement est validé le 30 mars 2012 par arrêté préfectoral, pour une mise en place au 1er janvier 2013.
| Nom de la commune   | Population (2010) | Surface (hectares) | Alt. mini (mètres) | Alt. maxi (mètres) |
| ------------------- | ----------------- | ------------------ | ------------------ | ------------------ |
| Baugé               | 3 681             | 855                | 41                 | 102                |
| Montpollin          | 214               | 449                | 56                 | 103                |
| Pontigné            | 257               | 2 417              | 47                 | 92                 |
| Saint-Martin-d'Arcé | 794               | 1 318              | 52                 | 95                 |
| Le Vieil-Baugé      | 1 266             | 2 863              | 27                 | 89                 |
| Ensemble            | 6 212             | 7 902              | 27                 | 103                |

En 2014, un nouveau projet de fusion se dessine, les municipalités de la communauté de communes du canton de Baugé envisageant de se réunir en une seule commune. Le 29 avril 2015, le conseil communautaire se prononce en faveur du projet de commune nouvelle constituée des communes déléguées de Baugé, Montpollin, Pontigné, Saint-Martin-d'Arcé, Le Vieil-Baugé, Clefs, Vaulandry, Bocé, Cuon, Chartrené, Cheviré-le-Rouge, Le Guédeniau, Échemiré, Fougeré, Saint-Quentin-lès-Beaurepaire. Le 18 mai, l'ensemble des conseils municipaux votent en faveur de la création de la commune nouvelle. L'arrêté préfectoral est signé le 10 juillet et porte sur la création au 1er janvier 2016 de la commune nouvelle de « Baugé-en-Anjou », groupant les communes de Baugé-en-Anjou, Bocé, Chartrené, Cheviré-le-Rouge, Clefs-Val d'Anjou, Cuon, Échemiré, Fougeré, Le Guédeniau et Saint-Quentin-lès-Beaurepaire.

## Politique et administration

### Administration actuelle
Depuis le 1er janvier 2013, Montpollin constitue une commune déléguée au sein de la commune nouvelle de Baugé-en-Anjou et dispose d'un maire délégué.
| Période                                  | Période   | Identité                   | Étiquette | Qualité                    |
| ---------------------------------------- | --------- | -------------------------- | --------- | -------------------------- |
| janvier 2013                             | mars 2014 | Jean-Claude Raimbault      |           | ancien maire de Montpollin |
| mars 2014                                | mai 2020  | Christine Raimbault-Naulet |           |                            |
| mai 2020                                 | en cours  | Patricia Deschamps         |           |                            |
| Les données manquantes sont à compléter. |           |                            |           |                            |

### Administration ancienne
La commune est créée à la Révolution. Municipalité en 1790. Au 31 décembre 2012, le conseil municipal est composé de 11 élus.
| Période                                  | Période       | Identité               | Étiquette | Qualité |
| ---------------------------------------- | ------------- | ---------------------- | --------- | ------- |
| 1792                                     |               | Raveneau               |           |         |
| 1800                                     |               | Pironneau              |           |         |
| 1808                                     |               | René Rabouin           |           |         |
| 1808                                     |               | Urbain Cullerier       |           |         |
| 1815                                     |               | Nicolas-Ambroise Rioto |           |         |
| 1839                                     |               | Eugène Terrien         |           |         |
| 1852                                     |               | Th. Odiau              |           |         |
| 1870                                     |               | Montreuil              |           |         |
| 1878                                     |               | Louis Lefranc          |           |         |
| 1884                                     |               | François Cullerier     |           |         |
| 1908                                     |               | Eugène Proust          |           |         |
| 1929                                     |               | Louis Coatanoan        |           |         |
| mars 1983                                | décembre 2012 | Jean-Claude Raimbault  | DVD       |         |
| Les données manquantes sont à compléter. |               |                        |           |         |

### Jumelage
La commune ne comporte pas de jumelage.

### Ancienne situation administrative

#### Intercommunalité
Au 31 décembre 2012, la commune de Montpollin est intégrée à la communauté de communes canton de Baugé ; structure intercommunale ayant pour objet d'associer des communes au sein d'un espace de solidarité, en vue de l'élaboration d'un projet commun de développement et d'aménagement de l'espace.
Créée en 1994, cette structure intercommunale regroupe jusqu'en décembre 2012 quinze communes du canton, dont Baugé, Montpollin, Pontigné, Saint-Martin-d'Arcé et Le Vieil-Baugé.
La communauté de communes est membre à cette date du syndicat mixte Pays des Vallées d'Anjou (SMPVA), structure administrative d'aménagement du territoire regroupant six communautés de communes : Beaufort-en-Anjou, Canton de Baugé, Canton de Noyant, Loir-et-Sarthe, Loire Longué, Portes-de-l'Anjou.

#### Autres administrations
Au 31 décembre 2012, la commune de Montpollin est adhérente du conseil de développement du Pays des Vallées d'Anjou (CDPVA), du syndicat intercommunal d'eau et d'assainissement de l'agglomération Baugeoise, du syndicat mixte intercommunal de valorisation et de recyclage thermique des déchets de l'Est Anjou (SIVERT), du syndicat intercommunal pour l'aménagement du Couasnon (SIAC).
Le SIVERT est, à ce moment, le syndicat intercommunal de valorisation et de recyclage thermique des déchets de l'Est Anjou situé à Lasse.

#### Autres circonscriptions
Au 31 décembre 2012, la commune de Montpollin fait partie du canton de Baugé et de l'arrondissement de Saumur.
Le canton de Baugé comprend en décembre 2012 quinze communes, dont Le Vieil-Baugé, Saint-Martin-d'Arcé, Bocé, Échemiré, Montpollin et Pontigné. C'est alors l'un des quarante et un cantons que compte le département ; circonscriptions électorales servant à l'élection des conseillers généraux, membres du conseil général du département.
À cette date, Montpollin est dans la troisième circonscription de Maine-et-Loire, composée de huit cantons dont Longué-Jumelles et Noyant. C'est l'une des sept circonscriptions législatives que compte le département.

## Population et société

### Évolution démographique
L'évolution du nombre d'habitants est connue à travers les recensements de la population effectués dans la commune depuis 1793. À partir du 1er janvier 2009, les populations légales des communes sont publiées annuellement dans le cadre d'un recensement qui repose désormais sur une collecte d'information annuelle, concernant successivement tous les territoires communaux au cours d'une période de cinq ans. 
Pour les communes de moins de 10 000 habitants, une enquête de recensement portant sur toute la population est réalisée tous les cinq ans, les populations légales des années intermédiaires étant quant à elles estimées par interpolation ou extrapolation. Pour la commune, le premier recensement exhaustif entrant dans le cadre du nouveau dispositif a été réalisé en ,.
En 2010, la commune comptait 214 habitants.
| 1831 | 1836 | 1841 | 1846 | 1851 | 1856 | 1861 | 1866 | 1872 |
| ---- | ---- | ---- | ---- | ---- | ---- | ---- | ---- | ---- |
| 264  | 225  | 235  | 232  | 241  | 242  | 244  | 230  | 215  |

| 1876 | 1881 | 1886 | 1891 | 1896 | 1901 | 1906 | 1911 | 1921 |
| ---- | ---- | ---- | ---- | ---- | ---- | ---- | ---- | ---- |
| 209  | 214  | 214  | 201  | 182  | 178  | 181  | 172  | 155  |

| 1926 | 1931 | 1936 | 1946 | 1954 | 1962 | 1968 | 1975 | 1982 |
| ---- | ---- | ---- | ---- | ---- | ---- | ---- | ---- | ---- |
| 151  | 145  | 136  | 142  | 192  | 175  | 164  | 141  | 131  |

| 1990 | 1999 | 2004 | 2006 | 2009 | 2010 | - | - | - |
| ---- | ---- | ---- | ---- | ---- | ---- | - | - | - |
| 129  | 129  | 154  | 169  | 207  | 214  | - | - | - |

### Pyramide des âges
La population de la commune est relativement jeune. Le taux de personnes d'un âge supérieur à 60 ans (15 %) est en effet inférieur au taux national (21,8 %) et au taux départemental (21,4 %).
Contrairement aux répartitions nationale et départementale, la population masculine de la commune est supérieure à la population féminine (51,7 % contre 48,7 % au niveau national et 48,9 % au niveau départemental).
La répartition de la population de la commune par tranches d'âge est, en 2008, la suivante :
- 51,7 % d'hommes (0 à 14 ans = 24,3 %, 15 à 29 ans = 14 %, 30 à 44 ans = 29 %, 45 à 59 ans = 15,9 %, plus de 60 ans = 16,8 %) ;
- 48,3 % de femmes (0 à 14 ans = 28 %, 15 à 29 ans = 18 %, 30 à 44 ans = 27 %, 45 à 59 ans = 14 %, plus de 60 ans = 13 %).

| Hommes | Classe d’âge | Femmes |
| ------ | ------------ | ------ |
| 0,0    | 90 ans ou +  | 0,0    |
| 7,5    | 75 à 89 ans  | 2,0    |
| 9,3    | 60 à 74 ans  | 11,0   |
| 15,9   | 45 à 59 ans  | 14,0   |
| 29,0   | 30 à 44 ans  | 27,0   |
| 14,0   | 15 à 29 ans  | 18,0   |
| 24,3   | 0 à 14 ans   | 28,0   |

| Hommes | Classe d’âge | Femmes |
| ------ | ------------ | ------ |
| 0,4    | 90 ans ou +  | 1,1    |
| 6,3    | 75 à 89 ans  | 9,5    |
| 12,1   | 60 à 74 ans  | 13,1   |
| 20,0   | 45 à 59 ans  | 19,4   |
| 20,3   | 30 à 44 ans  | 19,3   |
| 20,2   | 15 à 29 ans  | 18,9   |
| 20,7   | 0 à 14 ans   | 18,7   |

### Vie locale
Services publics présents dans la commune : mairie. Les autres services publics se trouvent à Baugé, dont le collège, l'hôpital intercommunal et le centre de secours.
L'hôpital intercommunal du Baugeois et de la Vallée, ainsi que les maisons de retraite, se situent à Baugé.
La collecte des déchets ménagers (tri sélectif) est organisée par la Communauté de Communes du Canton de Baugé. La déchetterie intercommunale se situe dans la commune de Saint-Martin-d'Arcé.

## Économie
Commune principalement agricole, sur 12 établissements présents à fin 2010 sur la commune, 75 % relèvent du secteur de l'agriculture (pour une moyenne de 17 % sur le département), aucun du secteur de l'industrie, 8 % du secteur de la construction, 8 % de celui du commerce et des services et 8 % du secteur de l'administration et de la santé.
À fin 2009, 12 établissements sont présents dans la commune, dont 75 % relèvent du secteur de l'agriculture.
Liste des AOC sur le territoire :
- IGP Bœuf du Maine, IGP Porc de la Sarthe, IGP Volailles de Loué, IGP Volailles du Maine, IGP Œufs de Loué,
- IGP Cidre de Bretagne ou Cidre breton,
- IGP Maine-et-Loire blanc, IGP Maine-et-Loire rosé, IGP Maine-et-Loire rouge.

## Culture locale et patrimoine

### Lieux et monuments
La commune de Montpollin comporte plusieurs inscriptions à l'inventaire du patrimoine, dont un monument historique.
- Église Saint-Eutrope et croix de cimetière, des XIe XVe et XVIIe siècles, Monuments historiques inscrits le 27 septembre 1963 (PA00109194).

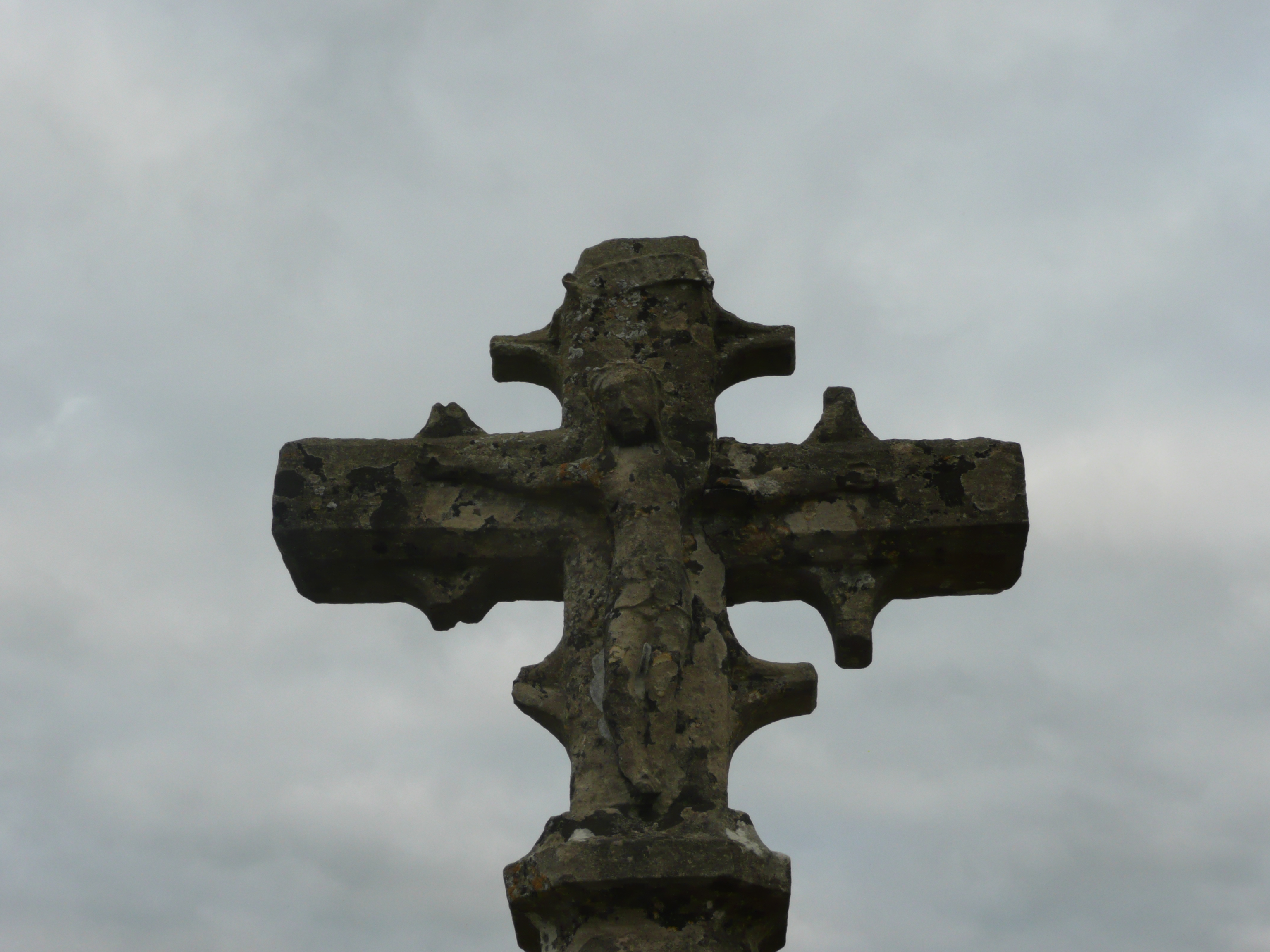
Croix de cimetière.
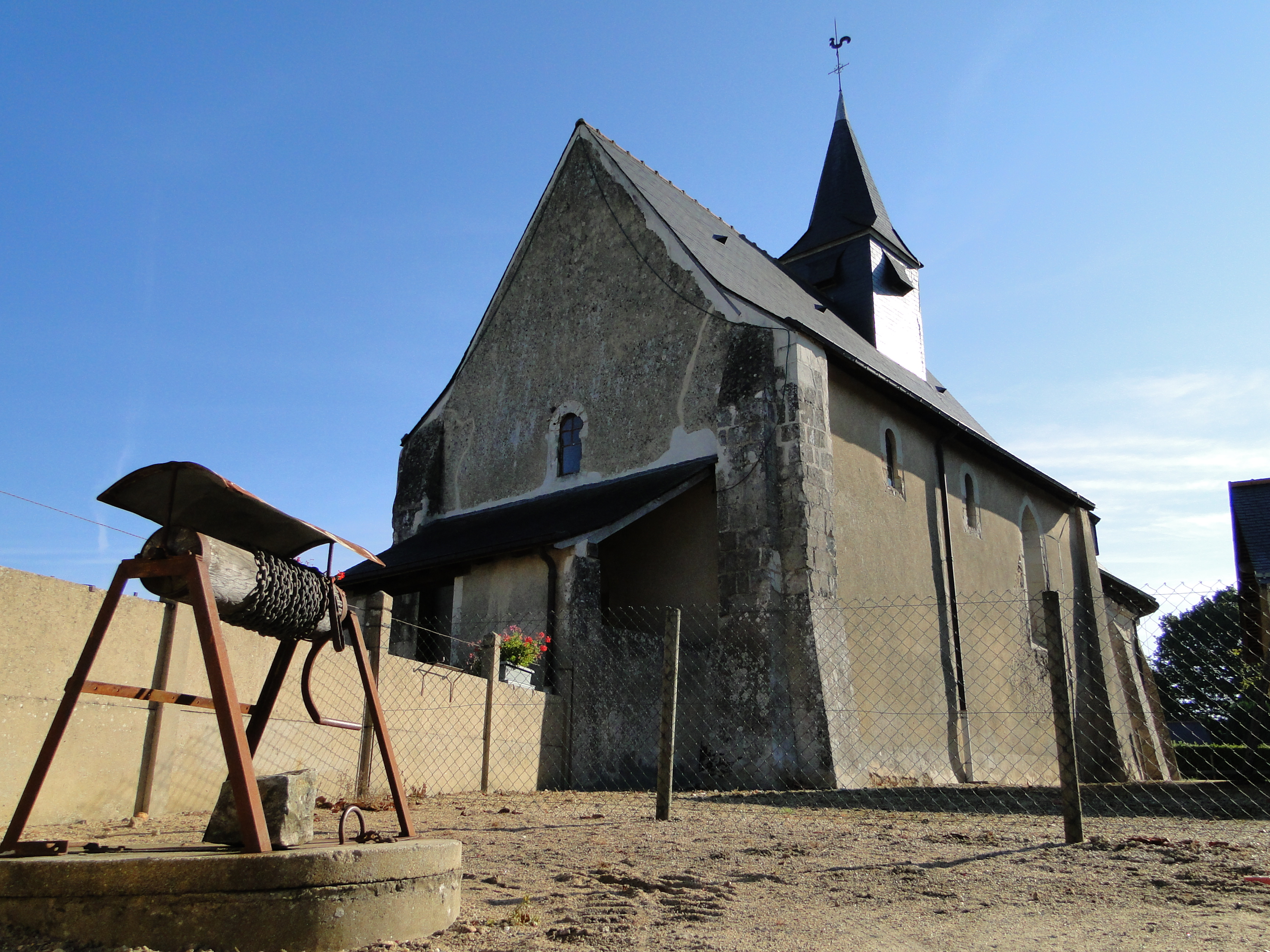
Église Saint-Eutrope.
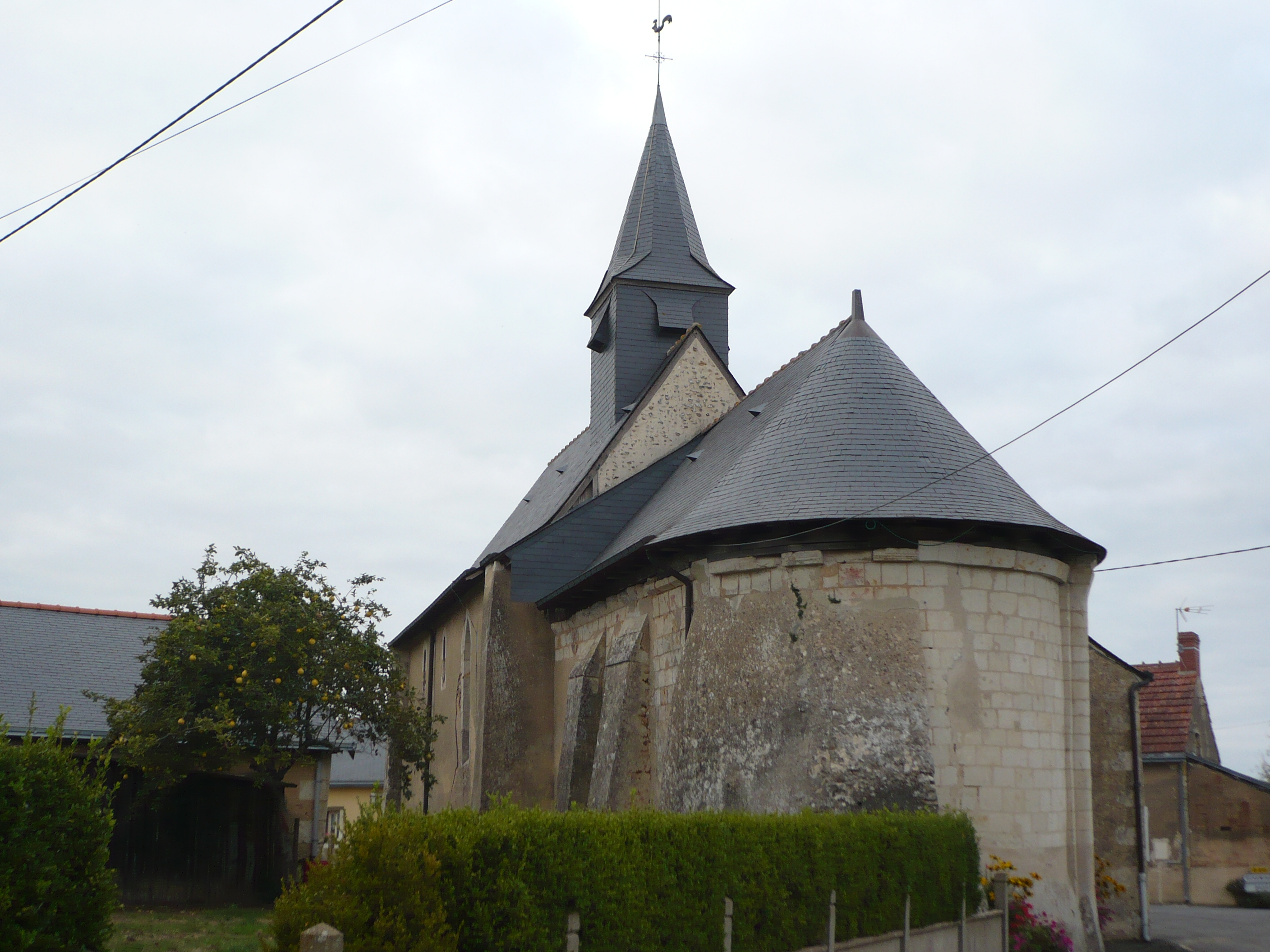
Église Saint-Eutrope.
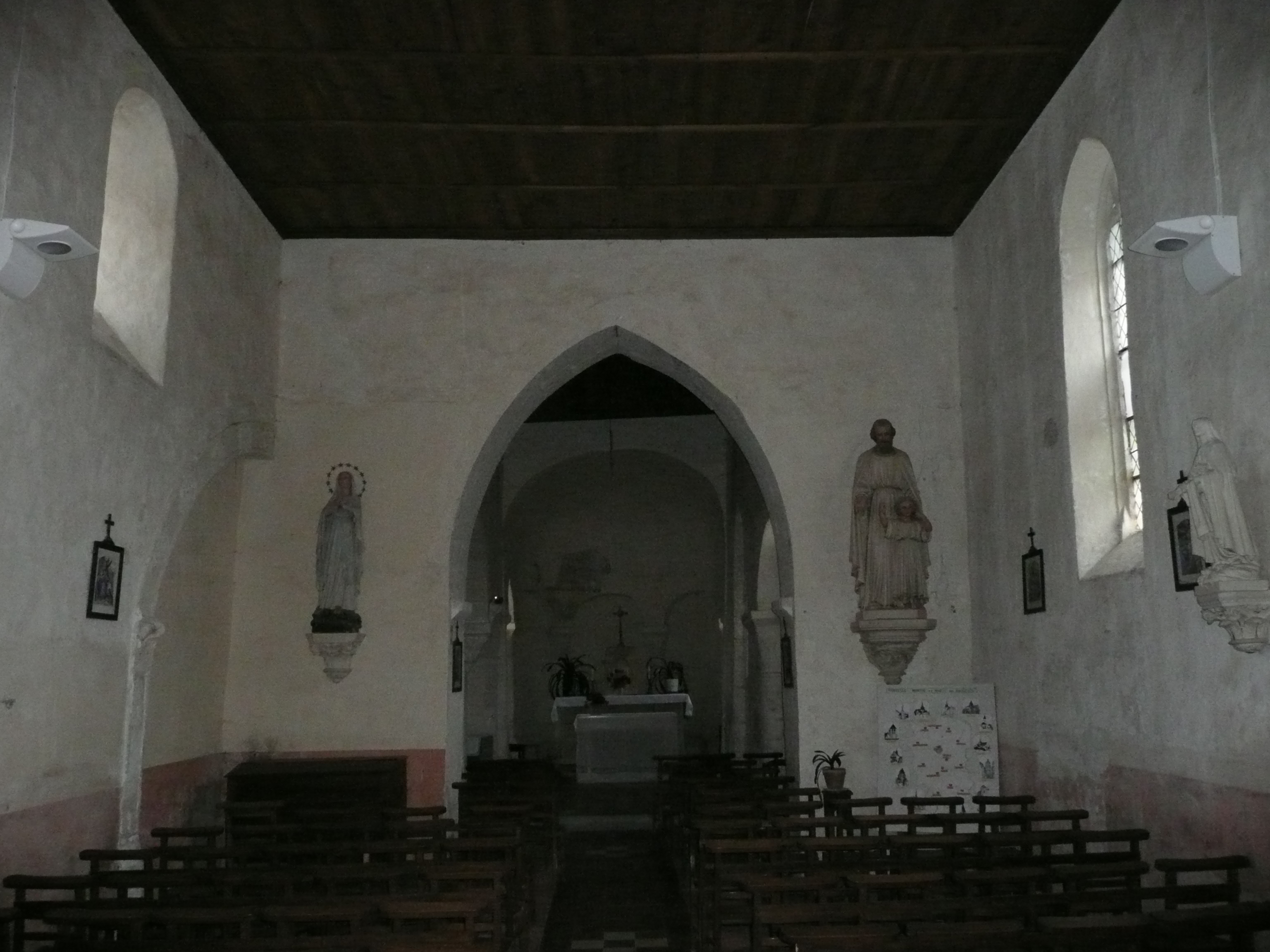
Intérieur de l'église.

- Plusieurs fermes, maisons et manoirs, des XVIIe, XVIIIe et XIXe siècles, Inventaire général.
- Presbytère, des XVIe, XVIIIe et XIXe siècles, Inventaire général.